# Alexander Agricola
Alexander Agricola (født ca. 1446, død 15. august 1506) var en flamsk komponist fra højrenæssancen. Han var tilknyttet den fransk-nederlandske musikskole og er særligt kendt for sit arbejde ved den habsburgske musikinstitution Grande Chapelle. Omkring år 1500 var Agricola en højt anerkendt musiker, og hans værker blev udbredt over hele Europa. Hans kompositioner dækker alle de vigtigste religiøse og verdslige genrer fra sin tid.

## Biografi
Alexander Agricola blev født i Gent, det nuværende Belgien, som uægte søn af den velhavende handelskvinde Lijsbette Naps. Han havde en bror ved navn Jan. Ifølge en sørgesang fra 1538 døde Agricola i 1506 som 60-årig, hvilket skulle betyde, at han var født i 1446. Dette årstal menes imidlertid snarere at være påvirket af samtidens fascination af talmagi end af præcise oplysninger om hans fødselsår. Det antages i stedet, at han blev født i slutningen af 1450'erne. Agricola fik sandsynligvis sin musikalske uddannelse ved Skt. Nikolaj-kirken i Gent, som hans mor i 1467 donerede et betydeligt beløb til. I 1476 var han ansat som sanger i Cambrai fra februar til maj.
Agricola tilbragte størstedelen af sit professionelle liv i Italien, Frankrig og Nederlandene. Selvom kildematerialet er fragmentarisk, tyder meget på, at han havde en tendens til at forlade sine stillinger pludseligt og uden tilladelse. Agricola er traditionelt blevet identificeret med sangeren "Alexander fra Tyskland" (Alessandro d'Alemagna), som arbejdede ved hertug Galeazzo Sforzas hof i Milano fra 1471 til 1474. På det tidspunkt havde hertugen samlet nogle af Europas mest berømte musikere, heriblandt Loyset Compère, Johannes Martini og Gaspar van Weerbeke. I 1474 skrev Sforza et brev til Lorenzo Medici, hvor han anbefalede denne Alexander, men identificeringen med Agricola er omdiskuteret, da de milanesiske arkiver ikke nævner Alexanders efternavn, og eftersom Agricola var fra Flandern, ikke Tyskland. Derfor forbliver de tidligste pålidelige kilder til Agricolas virke dem fra Cambrai.
Der vides meget lidt om Agricolas aktiviteter mellem 1476 og 1491, men han synes at have opnået en vis berømmelse som musiker ved det franske hof. Omkring 1490 blev han efterspurgt af både franske og italienske fyrster. Fra 1491 til 1492 var han ansat ved katedralen i Firenze. I april 1492 bad kong Karl 8. af Frankrig den florentinske fyrst Piero Medici om at få Agricola tilbage, hvilket indikerer, at han tidligere havde arbejdet ved det franske hof. Samme år arbejdede han kortvarigt for kong Ferdinand 1. af Napoli, før han igen blev tilkaldt af Karl 8. Året efter forsøgte Ferdinand 1. at ansætte Agricola permanent og tilbød ham en årsløn på 300 dukater, men krigstruslen over Italien afbrød forhandlingerne. Agricola ser dog ud til alligevel at have arbejdet i Napoli i 1494, hvor han var ansat fra februar til marts hos Ferdinands efterfølger, sønnen Alfons 2.
I 1500 blev Agricola ansat af hertug Filip den Smukke af Burgund, som i 1504 også blev konge af Castilien efter sin svigermors død. Som en del af Filips berømte Grande Chapelle fulgte Agricola fyrsten på hans lange rejser gennem de habsburgske områder. Han samarbejdede med komponister som Pierre de la Rue, Marbrianus de Orto og Antonius Divitis og blev hædret med æreskald i både Gorinchem og Valenciennes. På dette tidspunkt var Agricola en af Europas mest anerkendte komponister. I 1504 udgav forlæggeren Ottaviano Petrucci en samling af Agricolas messer, hvilket var usædvanligt for en nulevende komponist. Hans motet Si dedero (ca. 1502) blev bevaret i over 30 samtidige afskrifter, og både Jacob Obrecht og Antonius Divitis komponerede messer baseret på den. Desuden citerede Josquin des Prez Agricolas Tout a par moy – en komposition baseret på Walter Fryes rondo af samme navn – i sin messe Faisant regretz.
Agricola var tilsyneladende stadig i Filips tjeneste, da han døde den 15. august 1506. Hans gravskrift, bevaret i et samtidigt manuskript, lyder: "Her ligger en mand, som Døden har taget. En mand fra Gent, mester Alexander Agricola, som talte musikkens sprog. Han døde den 15. august 1506. Gud velsigne ham og sørge for, at han finder fred blandt de retskafne. Amen."